# William Pinkney
William Pinkney (Annapolis, 1764. március 17. – Washington, 1822. február 25.) az Amerikai Egyesült Államok szenátora (Maryland, 1819–1822).